# Calochortoideae
Calochortoideaeé uma subfamília de plantas com flor pertencente à família Liliaceae.

## Géneros
A subfamília inclui os seguintes géneros:
- Calochortus
- Prosartes
- Scoliopus
- Streptopus
- Tricyrtis